# إيميدازولين

بنية متصاوغات الإيميدازولين

إيميدازولين هو مركب عضوي حلقي غير متجانس وغير مشبع له الصيغة الكيميائية C3H6N2. يتألف المركب بنيوياً من حلقة خماسية حاوية على ذرتي نتروجين غير متجاورتين؛ بالإضافة إلى وجود رابطة مضاعفة واحدة؛ ويطلق على مشتقاته اسم إيميدازولينات، وهي تنتمي إلى مجموعة البيرولينات.
تنتج هذه المركبات من تفاعل هدرجة (اختزال) واحدة من الرابطتين المضاعفتين لمركب إيميدازول.

## المتصاوغات
هناك ثلاثة متصاوغات للمركب أشهرها 2-إيميدازولين، حيث يوجد كوحدة بنائية في العديد من العقاقير الدوائية؛ بالإضافة إلى المتصاوغين الآخرين الأقل أهمية وهما 3-إيميدازولين و 4-إيميدازولين. يحوي المتصاوغان 2- و 3-إيميدازولين على مركز إيمين، في حين أن 4-إيميدازولين يحوي على مجموعة ألكين.

## التفاعلات
تستطيع الإيميدازولينات أن تشكل مركبات كربين مستقرة. فمثلاً يمكن إجراء تفاعل اختزال على الإيميدازولينات المستبدلة على ذرتي النتروجين وذلك باستخدام هيدريد الصوديوم وثالثي بوتوكسيد البوتاسيوم. تعد الكربينات الناتجة ذات ثباتية وأهمية كبيرة، إذ يمكن استخدامها كربيطات في حفاز غرابز.

## اقرأ أيضاً
- إيميدازول